# 덴마크 농구 국가대표팀
덴마크 농구 국가대표팀(덴마크어: Danmarks landsbasketballhold)은 덴마크를 대표하여 국가대항전에 참가하는 농구 국가대표팀으로 덴마크 농구 협회에 의해 운영된다.

## 역사
덴마크는 파리에서 열린 유로바스켓 1951 대회를 통해 유럽 선수권 대회에 데뷔했다. 덴마크팀은 예선 라운드 모든 경기에서 패배하며 조 최하위를 기록했다. 룩셈부르크와의 토너먼트 경기에서 덴마크는 5초를 남기고 46-45로 앞섰다. 룩셈부르크의 마지막 하프 코트 슛이 림을 맞고 나오면서 덴마크는 유로바스켓 토너먼트에서 첫 승리를 거두고 첫 조별 승점 결정 라운드에 진출했다. 덴마크 대표팀은 스코틀랜드를 상대로 두 번째 승리를 거두며 조에서 1승 2패로 3위를 차지했다. 이 토너먼트의 세 번째 승리는 13-16위 조별 승점 결정전 준결승에서 포르투갈을 상대로 기록했다. 덴마크는 이어서 스위스에게 13/14위 결정전에서 패배하여 3승 7패의 기록으로 18개 팀 중 14위를 기록했다.
2년 후, 소련 모스크바에서 열린 유로바스켓 1953에 참가한 덴마크팀은 토너먼트 17개 팀 중 16위를 차지하면서 8경기 패배를 기록했다. 1955년 헝가리 부다페스트에서 열린 유로바스켓 1955에서는 대회에 참가한 18개 팀 중 최하위를 기록했다.
유로바스켓 1955 이후, 덴마크 국가대표팀은 유로바스켓에 진출하지 못했다. 유로바스켓보다 낮은 수준에서는 유럽 소국 선수권 대회를 겸한 2010년 유로바스켓 디비전 C 대회에서 안도라를 꺾고 금메달을 획득하며 국제 대회에 모습을 드러냈다.